# Ró-Ró (football)
Pedro Miguel Carvalho Deus Correia, plus couramment appelé Ró-Ró, né le 6 août 1990 à Algueirão–Mem Martins (en) au Portugal, est un joueur de football international qatarien naturalisé, d'origine du Cap-Vert, qui évolue au poste de défenseur central à l'Al-Sadd.

## Biographie

### Carrière en club
Ró-Ró joue plusieurs matchs en Ligue des champions d'Asie. Il atteint les demi-finales de cette compétition en 2018 avec l'équipe d'Al-Sadd, en étant battu par le club iranien du Persépolis FC.

### Carrière internationale
Il reçoit sa première sélection en équipe du Qatar le 29 mars 2016, contre la Chine. Ce match perdu 2-0 rentre dans le cadre des éliminatoires du mondial 2018.
En fin d'année 2017, il participe à la Coupe du Golfe des nations. Lors de cette compétition, il joue trois matchs. Il inscrit à cette occasion son premier but en équipe nationale, face au Yémen (victoire 4-0).
En janvier 2019, il est retenu par le sélectionneur Félix Sánchez Bas afin de participer à la Coupe d'Asie des nations, organisée aux Émirats arabes unis. Lors de cette compétition, il est titulaire et joue sept matchs. Le Qatar remporte le tournoi en battant le Japon en finale.
Le 11 novembre 2022, il est sélectionné par Félix Sánchez Bas pour participer à la Coupe du monde 2022.

## Palmarès

### En club
- Vice-champion du Qatar en 2017 et 2018 avec Al-Sadd
- Champion du Qatar de D2 en 2013 avec l'Al Ahli Doha
- Vainqueur de la Coupe du Qatar en 2017 avec Al-Sadd
- Finaliste de la Coupe du Qatar en 2016 avec Al-Sadd
- Vainqueur de la Coupe Crown Prince de Qatar en 2017 avec Al-Sadd

### En sélection
- Vainqueur de la Coupe d'Asie des nations en 2019 avec l'équipe du Qatar